# 마르코 매르틴
마르코 매르틴(에스토니아어: Markko Märtin, 1975년 11월 10일 ~ )은 에스토니아의 은퇴한 자동차 경주 선수이다. 1997년에 활동을 시작하다가, 2005년에 활동을 마쳤다.